# Ludwig Hatschek

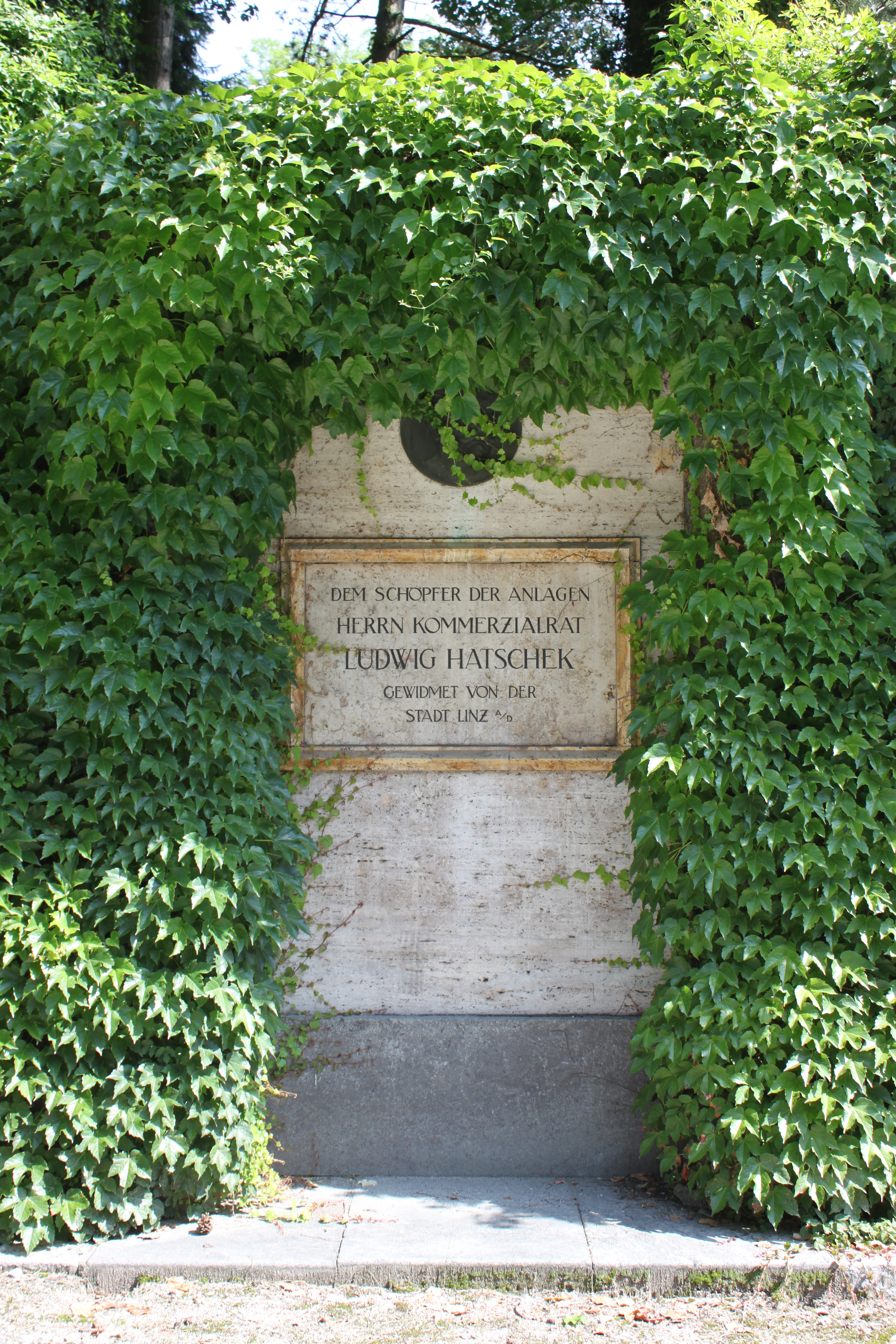
Emléktáblája a linzi parkban

Ludwig Hatschek (Těšetice (Olomouci járás), Morvaország, 1856. október 9. – Linz, 1914. július 15.) morva származású osztrák iparos, aki a vöcklabrucki Eternit művek alapítójaként ismert.

## Élete
10 évesen családjával Morvaországból Linzbe költözött. A mai Freising városrészeben, Weihenstephanban, a sörgyári üzleti iskolában végzett. Amellett, hogy később apja sörfőzdéjében, a Linzer Aktienbrauerei und Malzfabrikban dolgozott, sokat utazott. 1890 körül elhagyta apja cégét, amelybeni 100 000 guldenes részesedését kifizették neki. Amíg ő Nagy-Britanniában keresett új tevékenységi területet, felesége, Rosa Würzburger, aki egy bankár lánya volt, Felső-Ausztriában keresett megfelelő telephelyet. 1893-ban vásároltak egy használaton kívüli papírgyárat a Vöcklabruck melletti Schöndorfban. Használt azbesztfonó gépeket vettek egy leégett lendi fonóműtől. A következő években az újonnan alapított cégben nem éghető, azbesztcementből készült tetőburkolatot fejlesztett ki, amelyet 1900-ban szabadalmaztatott. 1903-ban az Eternit márkanevet adta a terméknek. Később eternitcsöveket is gyártott. 1908-tól a szükséges cementet egy külön a számára épített pinsdorfi cementgyárból szerezte be.
1910–13-ban Hatschek a bauernbergi felhagyott homokbányát nagy költséggel tágas parkká alakíttatta, és Linz városának adományozta, amely őt 1914-ben díszpolgárává fogadta. 1945-ben Bécsben utcát neveztek el róla.
1910-től a Császári Tanácsnak (Kaiserlicher Rat) kinevezett üzletember életét súlyos betegség sújtotta. Számos külföldi gyógyfürdői tartózkodás után 1914 júliusában otthonában, a linzi csodálatos szecessziós Hatschek-villában hunyt el.
1953-ban Bécs-Donaustadtban (22. kerület) utcát neveztek el róla (Hatschekgasse).
Fia, Hans Hatschek követte a cég élén.
A Haag am Hausruck melletti Luisenhöhében az „Érzékek Ösvénye” évente megrendezett esemény állít emléket Ludwig Hatschek Eternit szabadalmi bejelentésének.

## Irodalom

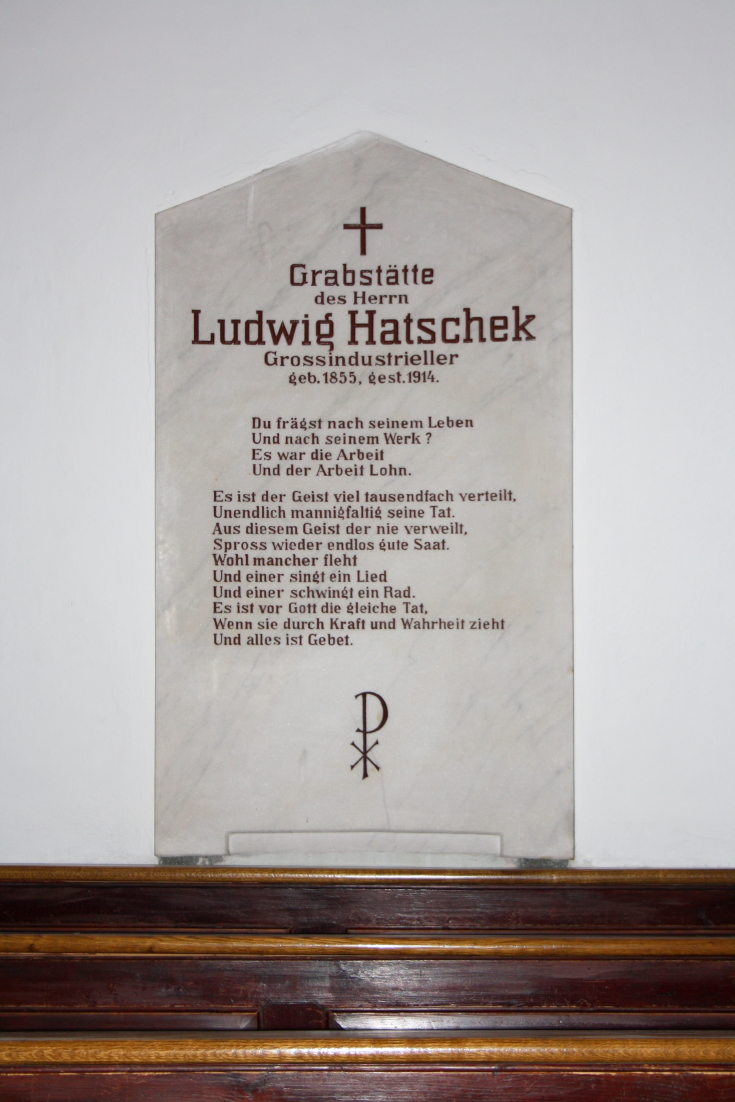
Ludwig Hatschek sírköve a vöcklabrucki Schöndorf-templomban

## Fordítás
- Ez a szócikk részben vagy egészben  a   Ludwig Hatschek című német Wikipédia-szócikk ezen változatának fordításán alapul.  Az eredeti cikk szerkesztőit annak laptörténete sorolja fel. Ez a jelzés csupán a megfogalmazás eredetét és a szerzői jogokat jelzi, nem szolgál a cikkben szereplő információk forrásmegjelöléseként.